# パラグアイサッカー協会
パラグアイサッカー協会（パラグアイサッカーきょうかい、スペイン語: Asociación Paraguaya de Futbol）は、パラグアイにおけるサッカーを統括する競技運営団体。略称はAPF。国際サッカー連盟（FIFA）と南米サッカー連盟（CONMEBOL）に加盟している。なお、南米サッカー連盟はパラグアイのルケに本部を置く。
国内サッカーリーグであるリーガ・パラグアージャの管理・運営を行い、サッカーパラグアイ代表、サッカーパラグアイ女子代表などを組織する。

## 歴史
1906年に、既にパラグアイに存在した5つのクラブ（オリンピア、グアラニー、リベルタ、クルブ・ヘネラル・ディアス、ナシオナル）がリーグ戦などの運営団体を組織しようと集結し設立された。